# 시모베정
시모베정(下部町)은 야마나시현 니시야쓰시로군에 놓여졌던 정이다.
예전에는 과소화와 고령화가 진행되고 있었다.
2004년 9월 13일에 미나미코마군 미노부정·나카토미정과 합병해 미나미코마군 미노부정이 발족함에 따라 소멸했다.

### 역사
정역에는 조몬시대부터의 고고유적이 분포하고 있다.고대 율령제 하에서는 야쓰시로 군 가와이 향에 속한다.헤이안 시대 후기에 카이겐씨의 일족·아키야마씨가 진출해, 전국기까지 번창한 도키와씨나 이치노세에 거관을 마련해 도키와씨를 대신하여 전국기에 흥륭 한 바바씨, 미사와에 거관을 마련한 미사와씨등이 출현했다.전국시대에 카와치 지방은 타케다씨의 일족인 아나야마씨가 차지해, 아나야마씨의 세력 기반이 된 목재 생산이나 유노오카나산등이 있다.
유노오쿠에는 아나야마씨의 가신으로 유노오쿠 향의 토호인 유노오쿠사노씨가 거주했다.전국시대에는 유노오쿠 사노 씨의 당주·봉전 우에몬위의 존재가 알려져 재목 벌채·제재업에 종사하는 「산조」로서의 활동이 알려진다. 유노오쿠사노씨의 자손은 에도시대에도 유노오쿠촌에 거주하며 명주를 지내고 몬자이로 개성한다. 탕지 안쪽에는 몬자이 가문이 거주한 에도 중기의 건축인 몬자이 가 주택이 있어 중요 문화재로 지정되어 있다.
- 1889년 4월 1일 - 정촌제 시행과 함께 도미사토촌이 성립하였다.
- 1949년 4월 1일 - 도미사토촌이 교와촌의 일부를 편입하였다.
- 1954년 4월 1일 - 도미사토촌이 정으로 승격해 시모베정으로 개칭되었다.
- 1956년 9월 30일 - 구나도촌, 후루세키촌, 교와촌과 합병해 새로운 시모베정이 성립하였다.
- 2004년 9월 13일 - 미나미코마군 나카토미정, 미노정과 합병해 새로운 미노부정이 성립하였다. 동일 시모베정은 폐지되었다.

## 교통

### 철도
- 도카이 여객철도 미노부 선